# Ugarci (Požega)
Ugarci su naselje u Republici Hrvatskoj u Požeško-slavonskoj županiji, u sastavu grada Požege.

## Zemljopis
Ugarci su smješteni oko 8 km sjeverozapadno od Požega,  susjedna naselja su Milanovac na sjeveru, Nova Lipa i Jaguplije na jugu, Požeški Brđani na zapadu te Kunovci na istoku. Od Kunovaca je udaljeno 2.1 km i dijeli ih poljska cesta, tzv. makadam. U tom smjeru, na pola puta nalazi se Ugaračko groblje koje nije veliko, ali je poprilično staro. Naime neki grobovi su stariji i od 100 godina.
Ugarci su staro požeško selo koje se pismeno spominje još davne 1702. ali prema narodnoj predaji postojali su prije dolaska turske vojske u Požešku kotlinu. Turci su osvojili Požeštinu početkom 1537. godine i vladali njome sve do 1688. godine kada su istjerani nakon pobjede hrvatke narodne vojske na brdu Sokolovac pod zapovjedništvom Luke Imbrišimovića. Narodna legenda kaže da je selo dobilo ime jer su seljani turke istjerali bacajući vrele ugarke iz zapaljene peći, odnosno vatre. Ugar je nešto poput žere ali nije nastalo od zapaljenog drveta već od zapaljenog klipa kukuruza.

## Stanovništvo
Prema popisu stanovništva iz 2011. godine Ugarci su imali 57 stanovnika.
| broj stanovnika | 70    | 88    | 71    | 111   | 128   | 158   | 154   | 142   | 149   | 143   | 125   | 92    | 77    | 74    | 63    | 57    | 43    |
|                 | 1857. | 1869. | 1880. | 1890. | 1900. | 1910. | 1921. | 1931. | 1948. | 1953. | 1961. | 1971. | 1981. | 1991. | 2001. | 2011. | 2021. |